# Hohenfelder Mühlenau
Die Hohenfelder Mühlenau ist ein etwa 10 km langer Bach im Kreis Plön im Nordosten von Schleswig-Holstein.
Die Hohenfelder Mühlenau ist dem Typ kiesgeprägter Bach zuzuordnen. Sie entspringt dem Selenter See in Holstein und ist zusammen mit der Salzau / Hagener Au einer seiner natürlichen Abläufe.
Ihr Bachlauf mit einem Gefälle von rund 0,4 % und 10 km Länge bei einer Breite von meistens 2 bis 4 Metern und einer Tiefe von 0,1 bis 1,5 Metern wird unterbrochen von 2 Hindernissen, der Köhner Mühle, die nach ihrem Verfall nur noch ein Fundament hinterlässt, was eine Hürde von 2 bis 3 Metern darstellt. Diese Hürde wird nun im Rahmen der Wasserrahmenrichtlinie mit einer Sohlgleite umgangen, welche neben dem weiterhin bestehenden Bauwerk entstehen soll.
Auch die Hohenfelder Mühle stellt ein Hindernis von etwa 4 Metern dar, das zum Teil von einem Fischweg umgangen wird. Die vorhandene 50 PS starke Francis-Turbine stellt jedoch ein Hindernis dar.
Am Ende ihrer 10 km langen Reise mündet die Hohenfelder Mühlenau mit einer Gewässergüte von I-II in die Ostsee.